# Anavitória
Anavitória è un duo musicale brasiliano formatosi nel 2013. È costituito dalle cantanti Ana Clara Caetano Costa e Vitória Fernandes Falcão.

## Storia del gruppo
Anavitória hanno aumentato la propria popolarità grazie all'ausilio di YouTube, rendendo disponibile la propria musica.
L'album in studio di debutto eponimo, messo in commercio dalla Universal Music Group nell'agosto 2016, è stato promosso dal tour relativo e dal singolo Trevo (tu), certificato doppio diamante dalla Pro-Música Brasil e doppio platino dalla Associação Fonográfica Portuguesa, e premiato con un Latin Grammy. Il disco è inoltre arrivato nella top ten portoghese della AFP.
Nel 2018 è stato presentato il progetto O tempo é agora, che per aver totalizzato oltre 300 000 unità ha raggiunto il diamante in Brasile. Alla cerimonia annuale del principale premio musicale latino ha trionfato nella categoria di miglior album pop contemporaneo in lingua portoghese. Anche il quarto disco Cor, presentato tre anni dopo, è stato acclamato dalla Latin Recording Academy, conquistando due ulteriori Latin Grammy.
La PMB ha conferito al duo altre quindici certificazioni, tra le quali cinque dischi di diamante, otto di platino e quattro d'oro.

## Discografia

### Album in studio
- 2016 – Anavitória
- 2018 – O tempo é agora
- 2019 – N
- 2021 – Cor
- 2024 – Esquinas

### EP
- 2015 – Anavitória
- 2018 – Anavitória canta para foliões de bloco, foliões de avenida e não foliões também
- 2022 – Trilhas

### Singoli
- 2017 – Fica (feat. Matheus & Kauan)
- 2017 – Amores imperfeitos
- 2017 – Trevo (tu) (feat. Diogo Piçarra)
- 2018 – Agora é hexa (con gli Atitude 67)
- 2019 – Perdoa
- 2019 – Pupila (con Vitor Kley)
- 2019 – Partilhar (con Rubel)
- 2020 – Me conta da tua janela
- 2020 – Não passa vontade (con Duda Beat)
- 2021 – Lisboa-Madrid (con Jorge Drexler)
- 2021 – Aguei (con Jovem Dionisio)
- 2021 – Preciso me encontrar
- 2021 – Geleira do tempo (con Jorge & Mateus)
- 2022 – Caixa postal (con i Lagum)
- 2022 – Universo de coisas que eu desconheço (con i Lagum)